# 克雷斯图马
克雷斯图马是葡萄牙波尔图区的一个堂区。总面积4.93平方公里，总人口2962人，人口密度600.8人/平方公里。